# Basilia chlamydophora
Basilia chlamydophora är en tvåvingeart som först beskrevs av Speiser 1903.  Basilia chlamydophora ingår i släktet Basilia och familjen lusflugor. Inga underarter finns listade i Catalogue of Life.